# Polycerinae
Sous-famille
Les Polycerinae forment une sous-famille de mollusques gastéropodes marins de l'ordre des nudibranches.

## Historique
La sous-famille des Polycerinae est décrite en 1845 par Alder & Hancock.

## Synonymes
- Euphuridae Iredale & O'Donoghue, 1923
- Gymnodorididae Odhner, 1941 : Cette famille a été décrite pour la première fois en 1941 par le malacologiste suédois Nils Hjalmar Odhner (1884-1973).
- Triopinae Gray, 1847

## Liste des genres
Selon World Register of Marine Species, prenant pour base la taxinomie de Bouchet & Rocroi (2005), on compte neuf genres dont :
- Gymnodoris Stimpson, 1855 -- 25 espèces
- Lamellana Lin, 1992 -- 1 espèce
- Lecithophorus Macnae, 1958 -- 1 espèce
- Paliolla Burn, 1958 -- 2 espèces

## Galerie

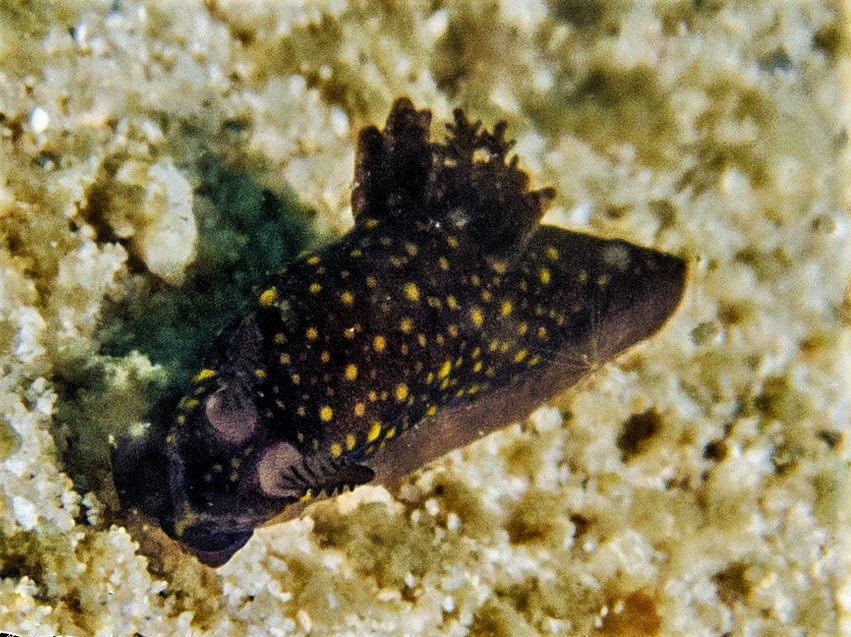
Gymnodoris nigricolor
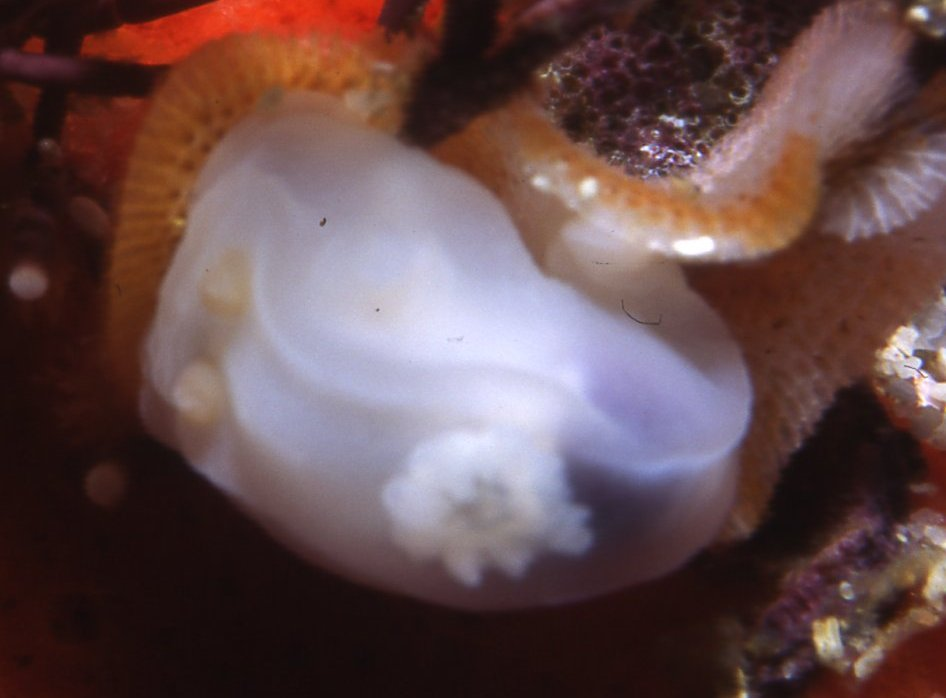
Lecithophorus capensis